# Minyeuetts de la Salle
Els Minyeuetts de la Salle van ser una Colla castellera universitària de l'Escola Universitària d'Enginyeria Tècnica de Telecomunicacions de (EUETT) La Salle, actualment l'ETSELS (URL). Va ser fundada entre 1990 i 1991, per un grup d'alumnes de l'EUETT.
El nom de Minyeuetts és un acrònim de Minyons i EUETT. Durant la seva efímera existència, van actuar amb camisa blanca provisional a les festes de final de curs de 1991 (primera actuació) i 1992. En els darrers anys de la colla la falta de gent va provocar la dissolució d'aquesta.
Entre finals de 1990 i 1991 un grup d'alumnes va començar a fer castells, impulsats per Jacob Prat, qui era membre de Castellers de Vilafranca. Entre els membres d'aquest grup fundador es trobaven membres de Xics de Granollers, i en Joel Padullés, de la Colla Vella dels Xiquets de Valls, qui va actuar com a cap de colla.
Després d'assajar durant els primers mesos de 1991, van fer la seva primera actuació a la festa de final de curs del mateix any. L'any 1992, la colla va desaparèixer per falta de personal, es creu que encara van fer alguna actuació aquest any, i possiblement fins i tot alguna el 1993.